# شیطان‌پرست (آلبوم)
شیطان‌پرست دهمین آلبوم استودیویی گروه اکستریم متال بهیموث است. خبر تولید این آلبوم در می ۲۰۱۳ منتشر شد تا این‌که در فوریهٔ ۲۰۱۴ رسماً منتشر شد.

## تولید
شیطان‌پرست از فوریه تا ژوئن سال ۲۰۱۳ در استودیو هرتز در بیاویستوک و آرجی استودیو در گدانسک ضبط شد. تهیه‌کنندگان آن بهیموث، دانیل برگستراند و برادران ویسلاوسکی هستند. کالین ریچاردسون تهیه‌کنندهٔ اولیهٔ آلبوم بود که پس از چهار هفته، به دلیل اختلاف سلیقه در روند ضبط، از پروژه کناره‌گیری کرد. این آلبوم توسط مت هاید در هایدوی استودیوز لس آنجلس میکس شد و تد جنسن در استرلینگ ساوند نیویورک مسترینگ آن را انجام داد.

## نظر منتقدان
شیطان‌پرست پس از انتشار، نقدهای مساعد بسیاری را از منتقدان موسیقی دریافت کرد. وبسایت متاکریتیک، که بر مبنای حداکثر امتیاز ۱۰۰، بررسی‌های منتقدان مختلف را جمع‌بندی می‌کند، به این آلبوم نمرهٔ ۹۲ را اختصاص داد، که براساس ۱۰ بررسی، «تحسین جهانی» را نشان می‌دهد. مجلهٔ موسیقی آنلاین لودوایر آلبوم شیطان‌پرست را در صدر فهرست بهترین آلبوم‌های متال سال ۲۰۱۴ قرار داد. جو دیویتا از لودوایر معتقد است بهیموث در این آلبوم دوباره به برخی ریشه‌های موسیقی «بلک‌اند» خود بازگشته‌اند. به گفتهٔ او «این سی‌دی از ابتدا تا انتها شاهکار است و جایگزینی برای آن وجود ندارد».
شیطان‌پرست در سال ۲۰۱۹ از سوی چندین مرجع، مانند لودوایر، کانسیکوئنس آو ساند و وات‌کالچر به‌عنوان «بهترین آلبوم متال دهه» انتخاب شد.
| بررسی جمعی    | بررسی جمعی |
| منبع          | رتبه‌بندی   |
| ------------- | ---------- |
| متاکریتیک     | ۹۲/۱۰۰     |
| بررسی انتقادی |            |
| منبع          | رتبه‌بندی   |
| آل‌میوزیک      | [ ۵ ]      |
| اکسکلیم!      | [ ۱۲ ]     |
| گاردین        | [ ۱۳ ]     |
| لودوایر       | [ ۱۴ ]     |
| پیچفورک       | ۸/۲/۱۰     |
| پاپ‌مسترز      | [ ۱۶ ]     |
| راک ساوند     | [ ۱۷ ]     |
| اسپین         | [ ۱۸ ]     |
| تراز راک      | [ ۱۹ ]     |
| ترورایزر      | [ ۲۰ ]     |

## فهرست قطعه‌ها
موسیقی همهٔ قطعات را نِرگال نوشته‌است. تنظیم قطعه‌ها توسط اعضای بهیموث انجام شده‌است. ترانه‌سرای همهٔ قطعه‌ها نرگال است به‌جز آن‌ها که نام دیگری کنارشان نوشته شده‌است.
| شماره      | نام                          | سراینده              | مدت   |
| ---------- | ---------------------------- | -------------------- | ----- |
| ۱.         | «در شیپورت بدم جبرئیل»       |                      | ۴:۲۵  |
| ۲.         | «خشم الهی»                   |                      | ۳:۰۶  |
| ۳.         | «تودهٔ سیاه»                  | نرگال کریشتف آزارویچ | ۴:۰۴  |
| ۴.         | «برایمان دعا کن لوسیفر»      | نرگال آزارویچ        | ۵:۳۵  |
| ۵.         | «آمین»                       |                      | ۳:۴۹  |
| ۶.         | «شیطان‌پرست»                  |                      | ۵:۳۳  |
| ۷.         | «Ben Sahar»                  |                      | ۵:۳۴  |
| ۸.         | «در فقدان نور»               |                      | ۴:۵۸  |
| ۹.         | «آه پدر آه شیطان آه خورشید!» | نرگال آزارویچ        | ۷:۱۳  |
| مجموع مدت: | مجموع مدت:                   | مجموع مدت:           | ۴۴:۱۷ |

| ترانه‌های اضافی نسخهٔ استرالیا | ترانه‌های اضافی نسخهٔ استرالیا       | ترانه‌های اضافی نسخهٔ استرالیا | ترانه‌های اضافی نسخهٔ استرالیا | ترانه‌های اضافی نسخهٔ استرالیا |
| شماره                        | نام                                | سراینده                      | آهنگساز                      | مدت                          |
| ---------------------------- | ---------------------------------- | ---------------------------- | ---------------------------- | ---------------------------- |
| ۱۰.                          | «مردمان شرقی» (کاور اثر گروه شیکِر) | توماش آدامسکی                | آدامسکی                      | ۴:۱۱                         |

| ترانه‌های اضافی نسخهٔ ژاپن | ترانه‌های اضافی نسخهٔ ژاپن           | ترانه‌های اضافی نسخهٔ ژاپن | ترانه‌های اضافی نسخهٔ ژاپن | ترانه‌های اضافی نسخهٔ ژاپن |
| شماره                    | نام                                | سراینده                  | آهنگساز                  | مدت                      |
| ------------------------ | ---------------------------------- | ------------------------ | ------------------------ | ------------------------ |
| ۱۰.                      | «مردمان شرقی» (کاور اثر گروه شیکِر) | توماش آدامسکی            | آدامسکی                  | ۴:۱۱                     |
| ۱۱.                      | «سروده‌ای برای ازکاتون ۲۰۰۰ ای.وی.» | کریشتف آزارویچ           |                          | ۵:۱۰                     |
| ۱۲.                      | «مقدس»                             | آزارویچ                  |                          | ۵:۰۰                     |